# Alexandru Ionescu
Alexandru Ionescu (n. 24 iunie 1932) este un fost deputat român în legislatura 1996-2000, ales în municipiul București pe listele partidului PNȚCD. În cadrul activității sale parlamentare, Alexandru Ionescu a fost membru în grupurile parlamentare de prietenie cu Regatul Belgiei și UNESCO.
După absolvirea Facultății de Biologie a Universității București, a cărei licență a obținut-o, ca premiant, în 1961, a fost profesor în învățământul mediu, cercetător științific principal la Institutul de Biologie al Academiei Române din București și la ICCPT Fundulea. În 1990 revine ca șef de laborator la Institutul de Biologie și este profesor universitar la Universitatea Ecologică din București (1990-2002), unul dintre fondatorii acestei instituții. În anul universitar 1994/1995 a fost profesor invitat la Universitatea din Rennes (Franța) și la Universitatea de Științe Agronomice din Geambloux (Belgia), instituții la facultățile unde a susținut cursuri și prelegeri de fiziologia plantelor și ecologie.
Este primul doctor în biologie din promoția sa, titlu academic acordat de Facultatea de Biologie a Universității din București, în anul 1967, pentru teza „Fiziologia porumbului dublu irigat”.
Singur sau în colaborare, profesorul dr. Alexandru Ionescu este autorul a peste 60 de volume publicate, dintre care amintim: „Lumea algelor” (1972), „Efectele biologice ale poluării mediului” (1973), „Tratat de algologie” (vol. I-IV; 1976, 1977, 1979, 1981), „Probleme ale agriculturii contemporane”, 1977 (publicat și la Budapesta în limba maghiara-1980), „Algele – Proteinele viitorului” (1980), „Agricultura ecologică” (1982), „Fenomene de poluare în agricultura și măsuri antipoluante” (publicat și la Varșovia în limba poloneză), „Protecția mediului. Ecologie și societate” (2000), „Însemnări în verde-gri” (2007), „Ciudatele fantezii ale lui Joe Babuinul” (2008), „Trăim printre ticăloși”(2009). A publicat, de asemenea, cursuri universitare, sute de articole, recenzii, referate și studii în reviste de specialitate autohtone și din alte 14 țări.
Devine membru al Academiei de Științe din Illinois-USA (1980), al Academiei de Științe din New York (1990) și al Academiei Naționale de Știinte Ecologice din Republica Moldova (2003) și este ales în colegiile de redacție ale revistelor Academiei „Revue Roumaine de Biologie” și „Studii și Cercetări de biologie”.
Pentru contribuții aduse în volumele „Efectele biologice ale poluării mediului”(1975) și „Tratat de algologie” (1981), Alexandru Ionescu este de două ori laureat al Premiului „Emanoil C. Teodorescu” al Academiei Române.